# Janet Devlin
Janet Maureen Aoife Ní Devlin (Irlanda do Norte,12 de novembro de 1994) é uma cantora, compositora e atriz norte-irlandesa. Ganhou destaque na oitava série do The X Factor em 2011 onde terminou em quinto lugar.
Seu álbum de estreia foi lançado em outubro de 2012 via Pledgemusic com um número limitado de libertação "única pledgers" em 1 de julho de 2013. Ela recebeu lançamento geral com novas canções e faixas retrabalhadas em 9 de junho de 2014.

## Biografia
Janet é a caçula de quatro filhos para Aquino e Pat Devlin e tem três irmãos mais velhos: Jason, Gavin e Aaron. Antes de entrar The X Factor, ela viveu com seus pais e irmãos em Gortin, County Tyrone, Irlanda do Norte. Ela participou Drumragh Faculdades Integradas onde completou seus GCSE. Um estudante talentoso, Janet fez bem na escola. Courtney Love afirmou em entrevistas que ela acredita que Janet e sua família para ser parentes distantes de Kurt Cobain, embora Devlin afirmou que ela não tem conhecimento de qualquer conexão. Devlin tinha muito pouca experiência realizando antes uma audição para The X Factor, apenas a cantar em sua escola, bares e shows de talentos locais. Ela havia enviado anteriormente uma série de vídeos de seu canto para seu canal oficial no YouTube em uma base regular, atingindo milhões de visualizações em todo o mundo.

## Carreira

### 2011-13: The X Factor eHide & Seek
Em 2011, Devlin fez um teste para a oitava série do The X Factor. Sua audição foi exibido em 20 de agosto de 2011, onde se apresentou Elton John "Your Song". Sua audição foi bem sucedido como todos os quatro juízes: Louis Walsh, Tulisa Contostavlos, Kelly Rowland e Gary Barlow colocá-la para a próxima rodada. Ela se apresentou Coldplay de "Fix You" na semana um dos shows ao vivo e foi encaminhada para a próxima rodada pelo mentor Kelly Rowland, como não houve votação pública na primeira semana. Devlin liderou a votação do público mais do que qualquer outro acto como ela recebeu a maioria dos votos do público para as primeiras quatro semanas de votações (semanas 2, 3, 4 e 5) e chegou a 8 semanas antes de aterrar no fundo 2 com Misha B. Apesar de votação mais votos do público que Misha B, ela foi eliminada por juízes Contostavlos e Walsh com Rowland recusando-se a votar. Canção final de Devlin no cantar off era de Snow Patrol "Chasing Cars". Durante os shows ao vivo, Courtney Love twittou Simon Cowell para oferecer para dar Devlin uma das faixas do Nirvana para os show.This, no entanto, não transpire.
Foi relatado que Devlin tinha recebido pelo menos três ofertas de um contrato de gravação, mas até o momento não houve nenhuma confirmação de um acordo assinado.  Poucas horas depois de deixar o show Devlin tinha sido oferecido um contrato de gravação por RKA Records, uma gravadora de propriedade parcial Dragons 'Den estrela e empresário Duncan Bannatyne.Na sequência do X Factor Live Tour, Janet começou a trabalhar em seu álbum de estreia em Siderurgia Recording Studios, Sheffield. Ela foi a primeira no estúdio de gravação em 28 de maio de 2012, onde ela escreveu e gravou três canções ("Crown of Thorns", "Pensando Voltar Yesterday e "Quem sou eu hoje?") com Grammy e produtor Ivor Novella Award-winning Eliot Kennedy e sua equipe. A canção "Crown of Thorns", que foi um dos primeiros que ela escreveu, com Jim Jayawardena e Philippa Hanna (da equipe Usina de Kennedy), rapidamente se tornou um complemento para seus sets ao vivo em shows. Janet escreveu todas as suas músicas, geralmente com um co-escritor, para inclusão em seu álbum de estreia. Ela tem escrito com compositores talentosos Joe Janiak, Helen Boulding e Ethan Ash. Ela também escreveu faixas potenciais para seu disco de estreia com compositores de renome internacional, incluindo os irmãos Faulkner, Toby e Newton Faulkner, Joshua Radin  e Jack Savoretti Janet afirmou em entrevistas que ela já escreveu cerca de 25 músicas até agora e vai continuar a escrever mais músicas para ter o melhor álbum acabado possível. Em 26 de outubro de 2012, ela estreou dois novos, edição ao vivo, canções em seu canal do YouTube. Eles eram "Wonderful", que foi co-escrito com Newton Faulkner e do "Crown of Thorns" acima mencionado, que são tomadas a partir de seu álbum de estreia. Este álbum de estreia foi lançado no Pledge Music, onde ele está disponível para pré-encomenda, juntamente com vários outros exclusivos, incluindo uma chance de gravar backing vocals com ela (embora isso nunca aconteceu). Em dezembro de 2012, foi afirmado que o álbum seria ser lançado em 2013, tendo atingido 45% da meta penhor dentro das primeiras duas semanas.  Tendo chegado a 100% na véspera de Ano Novo de 2012, Janet começou a gravação de seu álbum no início de 2013. Em 26 de junho de 2013, Janet acabado a gravação da versão limitada do seu álbum de estreia release. "Hide & Seek" foi lançado para pledgers em 1 de julho de 2013. Janet lançou um EP bônus exclusivo acústico, 'nada perdido', para pledgers em 14 de agosto de 2013. A sessão de fotos para o álbum foi com o fotógrafo Rosie Hardy. Ela já havia fotografado e modelado para a arte da capa do terceiro álbum de estúdio do Maroon 5 "Hands All Over". Em 25 de junho de 2013, Janet trabalhou com Newton Faulkner novamente. Desta vez, ela estava fornecendo vocais para seu novo projeto álbum, #studiozoo. Ela forneceu backing vocals para duas faixas, bem como emprestar sua voz para mais de um destaque backing vocal em uma faixa chamada 'Corações de plástico'. Uma versão ao vivo de sua canção "Things We Lost in the Fire" foi estreada em seu canal no YouTube, em 6 de dezembro de 2013.

### 2014–presente: Correndo com Tesouras
No início de janeiro de 2014, Janet estreou uma nova versão ao vivo de sua canção "delicado", (escrito com Jack Savoretti e uma nova adição ao álbum liberação geral) que executa com Tom Dibb (guitarra e vocais), em uma sessão Balconytv. Ela ganhou o Balcony TV Música Global Rumble duas semanas em uma fileira na 2 e 9 de março e novamente em 23 de março. Devlin anunciada em março de 2014, que o lançamento geral do seu álbum de estreia, com o novo título "Correndo com Tesouras" será no dia 9 de junho. O álbum contará com novo 'House of Cards' single (a ser lançado no dia 26 de maio com outras três novas canções originais (Whisky Lullabies 'co-escrito com o Reino Unido compositor Tim Jennings, "Lifeboat" e "When You Were Mine'), um cover de The Cure "Sexta-feira eu estou no amor" e versões de "Delicado" (do EP Nada Lost) reformulado, 'Maravilhoso', 'Criaturas da Noite', 'Things We Lost in the Fire "e" Ocultar & Seek "do álbum lançamento limitado Hide & Seek. A versão reformulada da canção 'Hide & Seek' contará com Newton Faulkner quem, junto com seu irmão, co-escreveu com.

## Arte

### Influências
Devlin é fortemente influenciado por artistas alternativos, tais como City and Colour, John Frusciante, Nirvana e Devendra Banhart. Ela também observa os Red Hot Chili Peppers como uma banda favorita.
Em 11 de maio de 2012, Devlin recebeu um prêmio honorário em uma recepção de civis em Omagh, County Tyrone por suas realizações na série X Factor 8. Janet realizado no Croke Park, em frente de uma multidão de capacidade 82.300, como parte da meia-hora mostrar para a final Toda a Irlanda futebol gaélico, em 23 de setembro. Ela cantou um cover de 'Fix You' e uma de suas canções originais auto-escreveu 'Walk Away'.

### Performances
Ela se apresentou no X Factor NSPCC Childline bola em 18 de outubro, mais uma vez cantando sua canção original "Walk Away" e "Fix You", do Coldplay, ajudando a levantar mais de meio milhão de libras para a caridade. Em 03 de novembro de 2012 ela se apresentou no Casement Park, como parte do entretenimento antes do jogo, para a caridade jogo futebol gaélico, em memória de Michaela McAreavey da Fundação Michaela. Janet realizada para Sua Santidade, o Dalai Lama em 18 de abril 2013 no âmbito da caridade irlandesa, Children in Crossfire 'Cultura da Compaixão' evento em Derry.
Em 12 de maio de 2013 Janet realizada uma única Pledger concerto em Greystones, Sheffield com uma banda de apoio composta por Roo Walker (guitarra e vocal), Jim Jayawardena (teclado), Doug Harper (bateria), Laura Kidd (baixo, vocais) e Michael Giverin (bandolim). A segunda Pledger único concerto teve lugar no Troubadour, em Londres, em 13 de maio de 2013. Janet jogou 14 datas no Reino Unido e na Irlanda, com sua banda, para ela 'Imaginarium Tour' em setembro e outubro de 2013.

## Discografia
| Título do Álbum         | Detalhes Sobre o Álbum                                                                               |
| ----------------------- | --- |
| - Hide & Seek           | Lançamento: 01 de julho de 2013Etiqueta: Pledge music Formato: Baixe limitada Lançamento Digital     |
| - Running with Scissors | Lançado: 09 de junho de 2014Etiqueta: Insónia Music Records / Absolute Formato: CD, Download digital |
|                         | |
|                         | |

### Singles
| Single                   | Ano  | Posição nas paradas Peak | Posição nas paradas Peak | Posição nas paradas Peak                          | Posição nas paradas Peak | Album                                 |
| Single                   | Ano  | Reino Unido              | UK Indie                 | Reino Unido Produtor independente dos disjuntores | BEL (Fl) Ponta           | Album                                 |
| ------------------------ | ---- | ------------------------ | ------------------------ | ------------------------------------------------- | ------------------------ | ------------------------------------- |
| "Wonderful"              | 2013 | -                        | 25                       | 3                                                 | -                        | Hide & Seek and Running with Scissors |
| "House of Cards"         | 2014 | -                        | -                        | -                                                 | 34                       | Running with Scissors                 |
| "Creatures of the Night" | 2014 | -                        | -                        | -                                                 | -                        | Hide & Seek and Running with Scissors |
| "Whisky Lullabies"       | 2015 | -                        | -                        | -                                                 | -                        | Running with Scissors                 |